# Эрендженов, Константин Эрендженович
Константи́н Эрендже́нович Эрендже́нов (калм. Эрнҗәнә Константин, 12.05.1912 г., Бага-Чонос, Астраханская губерния, Российская империя (сегодня — Целинный район, Калмыкия) — 1991 г., Элиста, Калмыцкая АССР, РСФСР) — советский калмыцкий поэт, писатель, переводчик, общественный деятель Калмыцкой АССР, народный поэт Калмыкии.

## Биография
Константин Эрендженов родился 12 мая 1912 года в хотоне Бага-Чонос Астраханской губернии в семье батрака. До 1930 года батрачил у местных богатых калмыков. После окончания сельской интернатской школы Константин Эрендженов учился в элистинской школе имени Т. Д. Юрковой. В 1929—1930 гг. учился на курсах по подготовке в ВУЗы в селе Кануково Приволжского района Калмыцкой автономной области.
В 1930 году поступил на факультет калмыцкого языка и литературы при Саратовском университете. После окончания третьего курса Саратовского университета решением Калмыцкого обкома ВКПб был отозван в Элисту для работы на государственных должностях.
В 1936 году был избран членом ЦИК Калмыцкой АССР, в 1937 году — депутатом Верховного Совета Калмыцкой АССР. С 1934 по 1937 года Константин Эрендженов работал ответственным секретарём Правления Союза писателей Калмыцкой АССР и заведовал отделом культуры и искусства в газете «Улан хальмг».
В 1938 году Константин Эрендженов был незаконно репрессирован.
С 1957 года преподавал калмыцкий язык и литературу в калмыцкой студии при Ленинградском театральном институте имени А. Н. Островского. Потом работал редактором в Калмыцком книжном издательстве. С 1963 года работал редактором художественной литературы в Калмыцком книжном издательстве. В 1967 году закончил Высшие курсы Литературного института имени М. Горького
В 1971 году удостоен звания Народный поэт Калмыкии.

## Творчество
В 1930 году Константин Эрендженов стал публиковать свои первые произведения в республиканской периодической печати. В 1931 году выпустил в Саратове автобиографическую повесть «Песнь чабана». В 1932 году написал совместный с Цереном Леджиновым сборник стихотворений «Великая победа».
С 1957 года публиковал свои стихотворения в калмыцком литературном журнале «Теегин герл», республиканских газетах.
Перевёл на калмыцкий язык произведения А. С. Пушкина «Узник», «Калмычке», «В Сибирь», «Анчар», отрывок из «Евгения Онегина» и полностью поэму «Цыгане».

## Награды
- орден Дружбы народов (09.04.1982)

## Сочинения

### На калмыцком языке
- Песнь чабана, повесть, Саратов, 1931 г.;
- Великая победа, сборник стихов, Саратов-Элиста, 1932 г.;
- Степная искра, стихи, Элиста, 1935 г.;
- Вечная радость, стихи, Элиста, 1959 г.;
- Первая весна мира, стихи, Элиста, 1961 г.;
- Дорога счастья, рассказы и очерки, Элиста, 1963 г.;
- Береги огонь, роман, Элиста, 1963 г.;
- Жаворонок, стихи, Элиста, 1966 г.

### На русском языке
- Дубовая трубка, рассказы, Элиста, 1961 г.;
- Озарённые Лениным, стихи и поэмы, Элиста, 1962 г.;
- Пылающие тюльпаны, стихи, М., Советский писатель, 1963 г.